# Yue Tao
Yue Tao (Shanghai, 1976) is een Chinees-Nederlandse schrijfster en publiciste. Haar debuutroman Schemering boven Shanghai gaat over een Chinese vrouw die in Shanghai de geheimen uit haar familiegeschiedenis ontrafelt.
Yue Tao groeide op in Shanghai, waar ze een bachelor haalde aan de Fudan-universiteit. Over haar jeugd schrijft ze zelf: 'Als ik terugdenk, realiseer ik me dat ik als kind al een dubbele identiteit had. Mijn ouders kwamen uit Shanghai en Beijing – twee stedelijke culturen die ver van elkaar af stonden maar allebei even arrogant waren.' In 2000 verhuisde Yue naar Amsterdam, waar ze studeerde aan de Universiteit van Amsterdam. Na het behalen van haar MA werd ze journaliste en publiciste.
Yue Tao's debuutroman Schemering boven Shanghai (红蟋蟀 Hóng xīshuài, letterlijk De rode krekel) verscheen in 2012 in het Chinees en in 2015 in de Nederlandse vertaling. Het boek gaat over Yang Lan (Yang Xiaodong in de Chinese editie), die na tien jaar in Nederland terugkeert naar Shanghai. Ze is opgevoed door haar oom en tante en gaat op onderzoek uit naar haar eigen achtergrond. Op zoek naar de identiteit van haar ouders ontdekt Lan beetje bij beetje wat zich tijdens en na de Culturele Revolutie heeft afgespeeld in de wijk waar ze is opgegroeid.
Yue Tao woont in Amsterdam.
- Gemeinsame Normdatei: 121063569
- International Standard Name Identifier: 0000 0000 7986 8881
- Library of Congress Control Number: n86128841
- Nationale bibliotheek van Australië: 36648329
- Nederlandse Thesaurus van Auteursnamen: 387691936
- Réseau des bibliothèques de Suisse occidentale: 02-A000180171
- Trove: 1361674
- Virtual International Authority File: 22987734
- WorldCat: E39PCjGRxRmg6V8Txd694fJkXd